# Madeline Zima
Madeline Zima (n. 16 septembrie 1985, New Haven, Connecticut, SUA) este o actriță americană. Aceasta a interpretat-o pe Grace Sheffield⁠(d) în sitcomul CBS Dădaca (1993–1999), pe Mia Lewis în serialul Showtime de comedie Californication (2007–2011) și pe Gretchen Berg⁠(d) în serialul NBC Eroii (2009–2010).

## Biografie
Zima s-a născut în New Haven, Connecticut, fiica lui Marie și a lui Dennis. Numele său înseamnă „iarna” în poloneză și provine de la bunicul ei matern, care era la origini polonez. Zima are două surori mai mici, Vanessa⁠(d) și Yvonne⁠(d), ambele actrițe.

### Cariera
Zima și-a început cariera la vârsta de doi ani cu o apariție într-o reclamă de televiziune pentru balsam de rufe Downy⁠(d). Din 1993 până în 1999, a interpretat rolul lui Grace Sheffield în emisiunea de televiziune Dădaca. La vârstă de 22 de ani, Zima a jucat rolul Miei Lewis în primele două sezoane ale serialului Californication, fiind prezentă în distribuția producției din 2007 până în 2010. Zima a devenit cunoscută și pentru filmografia sa; aceasta include filme precum Mâna care împinge leagănul⁠(d), O Cenușăreasă modernă, Dimples, Looking for Sunday, Once in a Very Blue Moon, Legacy⁠(d) și Colecționarul groazei⁠(d).
Din 2009 până în 2010, Zima s-a alăturat distribuției serialul Eroii în rolul lui Gretchen Berg, colega de cameră bisexuală a lui Claire Bennet⁠(d). De asemenea, a apărut în emisiuni precum Lege și ordine⁠(d), Justiție militară, Atingerea îngerilor⁠(d), Jurnalele vampirilor și Twin Peaks The Return. În 2012, a obținut rolul principal în drama ABC Gilded Lilys, însă serialul nu a fost preluat de companie. Zima a jucat în The Blondes⁠(d) (2019) alături de sora sa Yvonne. În 2020, a apărut în serialul HBO Perry Mason⁠(d). În 2021, a apărut în al cincilea episod al NCIS: Hawaiʻi⁠(d) în rolul suspectei Abby Nelson.

## Filmografie
| An   | Titlu                          | Rol                | Note                                                    |
| ---- | ------------------------------ | ------------------ | ------------------------------------------------------- |
| 1992 | The Hand That Rocks the Cradle | Emma Bartel        |                                                         |
| 1993 | Mr. Nanny                      | Kate Mason         |                                                         |
| 1997 | 'Til There Was You             | Gwen Moss (Age 12) |                                                         |
| 1998 | The Rose Sisters               |                    |                                                         |
| 1998 | Second Chances                 | Melinda Judd       |                                                         |
| 2004 | A Cinderella Story             | Brianna            |                                                         |
| 2006 | Looking for Sunday             | Trisha             |                                                         |
| 2008 | Legacy                         | Zoey Martin        | Direct-to-video; cunoscut și drept Pretty Little Devils |
| 2008 | Dimples                        | Frances            |                                                         |
| 2009 | The Collector                  | Jill Chase         |                                                         |
| 2010 | Trance                         | Jessica            |                                                         |
| 2010 | First Dates                    | Kelly              | Direct-to-video                                         |
| 2011 | The Family Tree                | Mitzy Steinbacher  |                                                         |
| 2011 | A Monster in Paris             | Maud               | Dublaj (engleză)                                        |
| 2012 | Breaking the Girls             | Alex Layton        |                                                         |
| 2012 | Crazy Kind of Love             | Annie              |                                                         |
| 2012 | Crazy Eyes                     | Rebecca            |                                                         |
| 2012 | Lake Effects                   | Lily               |                                                         |
| 2014 | #Stuck                         | Holly              |                                                         |
| 2014 | From A to B                    | Samantha           |                                                         |
| 2015 | Weepah Way for Now             | Lauren             |                                                         |
| 2018 | Painkillers                    | Chloe Clarke       |                                                         |
| 2019 | Bombshell                      | Edie               |                                                         |
| 2021 | Bliss                          | Doris              |                                                         |
| 2021 | Insight                        | Abby               |                                                         |

### Seriale
| An        | Titlu                      | Rol                   | Note                                          |
| --------- | -------------------------- | --------------------- | --------------------------------------------- |
| 1993      | Law & Order                | Samantha Silver       | Episodul: "Extended Family"                   |
| 1993–1999 | The Nanny                  | Grace Sheffield       | Rol principal                                 |
| 1996      | JAG                        | Cathy Gold            | Episodul: "Sightings"                         |
| 1997      | Touched by an Angel        | Alexandra "Ally"      | Episodul: "Children of the Night"             |
| 1999      | Chicken Soup for the Soul  | Katie                 | Episodul: "Starlight, Star Bright"            |
| 1999      | Chasing Secrets            | Jo Ann Foley          | Film de televiziune                           |
| 1999      | Lethal Vows                | Danielle Farris       | Film de televiziune                           |
| 2000      | The Sandy Bottom Orchestra | Rachel Green          | Film de televiziune                           |
| 2001      | The Nightmare Room         | Alexis Hall           | 2 episoade                                    |
| 2001      | King of the Hill           | Susan Clemmons        | Dublaj; 2 episoade                            |
| 2001      | Gilmore Girls              | Lisa                  | Episodul: "Like Mother, Like Daughter"        |
| 2003      | 7th Heaven                 | Alice Miller          | Episodul: "Go Ask Alice"                      |
| 2003      | Lucy                       | Teen Lucille Ball     | Film de televiziune                           |
| 2004      | Strong Medicine            | Pam                   | Episodul: "Like Cures Like"                   |
| 2006      | 3 lbs                      | Cassie Mack           | Episodul: "Lost for Words"                    |
| 2007      | Ghost Whisperer            | Maddy Strom           | Episodul: "Mean Ghost"                        |
| 2007      | Grey's Anatomy             | Marissa               | Episodul: "Forever Young"                     |
| 2007–2011 | Californication            | Mia Lewis             | Rol principal (sezoanele 1–2), 28 de episoade |
| 2009–2010 | Heroes                     | Gretchen Berg         | Rol episodic, 11 episoade                     |
| 2010      | My Boys                    | Ashley                | Episodul: "Be a Man!"                         |
| 2010      | My Own Love Song           | Billie                | Film de televiziune                           |
| 2011      | Royal Pains                | Toby Thompson         | Episodul: "Me First"                          |
| 2012      | The Vampire Diaries        | Charlotte             | Episodul: "We'll Always Have Bourbon Street"  |
| 2013      | Gilded Lilys               | Abigail               | Serial respins                                |
| 2013–2014 | Betas                      | Jordan Alexis         | Rol episodic, 6 episoade                      |
| 2015      | Grimm                      | Emily Troyer          | Episodul: "Maiden Quest"                      |
| 2015      | Agent X                    | Brenda Pelton / Molly | Episodul: "Truth, Lies and Consequences"      |
| 2016      | I Am Watching You          | Nora                  | Film de televiziune                           |
| 2017      | Twin Peaks                 | Tracey Barberato      | Episoadele: "Part 1", "Part 2"                |
| 2019      | You                        | Rachel                | Episodul: "Farewell, My Bunny"                |
| 2020      | Good Girls                 | Lila                  | Episoadele: "Nana", "Incentive"               |
| 2020      | Perry Mason                | Velma Fuller          | Episodul: "Chapter One"                       |
| 2021      | NCIS: Hawaii               | Abby Nelson           | Episodul: "Gaijin"                            |
| 2021      | Hacks                      | Cat                   | Episodul: "Falling"                           |